# Arbacioida
Arbacioida é uma ordem de equinodermes regulares que consiste numa única família extante, a família Arbaciidae. Os membros deste taxon distinguem-se dos restantes ouriços-do-mar pela presença de cinco placas separadas em torno do ânus. Presente no registo fóssil desde o médio Jurássico, ao contrário dos seus parentes mais próximos, os Salenioida, todos os tubérculos nas suas testas apresentam tamanho similar.

## Taxonomia
A ordem Arbacioida contém os seguintes géneros extantes:
- Família Arbaciidae
  - Arbacia Gray, 1835
  - Arbaciella Mortensen, 1910a
  - Arbia Cooke, 1948†
  - Baueria Noetling, 1885†
  - Codiopsis L. Agassiz, in Agassiz & Desor, 1846†
  - Coelopleurus L. Agassiz, 1840a
  - Cottaldia Desor, 1856 †
  - Dialithocidaris A. Agassiz, 1898
  - Habrocidaris A. Agassiz & Clark, 1907b
  - Podocidaris A. Agassiz, 1869
  - Pygmaeocidaris Döderlein, 1905
  - Sexpyga Shigei, 1975
  - Tetrapygus L. Agassiz, 1841b